# Lionel Richie
Lionel Brockman Richie, Jr. (Tuskegee, Alabama, 20 de juny de 1949) és un cantant i músic de soul dels Estats Units, autor de nombroses peces durant la dècada de 1980. Ha venut al voltant de cent milions de còpies dels seus àlbums a tot el món.

## Biografia
El debut musical de Richie fou amb The Commodores, un grup format pels seus companys d'universitat (Milan Williams, Ronald LaPread, William King Jr, Thomas McClary i Walter «Clyde» Orange). El nom del grup es va fixar per casualitat, en buscar una paraula qualsevol al diccionari. El grup es va fer conèixer el 1971 i va tenir la sort de ser un dels teloners dels Jackson 5. Richie va signar la majoria d'èxits dels The Commodores amb títols com Three Times a Lady i Still.
Els mitjans es van començar a interessar més per a Richie i el 1980 va començar una carrera en solitari. Va escriure i produir per a Kenny Rogers el títol Lady. Aquest any el seu duo amb Diana Ross Endless love que formava part de la banda sonora de la pel·lícula del mateix nom, va estar al capdamunt de les vendes durant nou setmanes seguides, un rècord a l'època.
L'àlbum Lionel Richie (1982) va ser un èxit de vendes i va obtenir un disc de diamant amb més de deu milions de còpies venudes. Can't Slow Down va situar Richie en el nivell d'una gran estrella.
Durant els Jocs Olímpics de Los Angeles, el 1984, els organitzadors van anunciar un convidat sorpresa per a la cerimònia de clausura. Molta gent pensava en Michael Jackson. Però fou Lionel Richie que va interpretar All Night Long (All Night) al davant de dos mil milions d'espectadors a tot el món.
El 1985 va coescriure amb Michael Jackson We Are the World, quatre vegades disc de platí que va donar molts beneficis a la lluita contra la fam a l'Àfrica. Aquest mateix any va compondre la peça Say You Say Me, banda sonora original del film White Nights. El 1986, va aparèixer Dancing on the Ceiling
El seu palmarès en aquest temps fou impressionant: deu American Music Awards, sis Premis People's Choice i un Globus d'Or.
Després de tres àlbums, Lionel Riche va decidir deixar la seva carrera durant gairebé deu anys.
El 1990, Richie i la seva primera dona van adoptar una nena de nou anys Nicole Escovedo. La filla de Peter Escovedo, germà de Sheila E i d'una dona que es va saber que fou l'assistenta de Richie durant la gira mundial dels anys 1980. Nicole vivia amb els Richie des que tenia deu anys. Va aparèixer com a comparsa de Paris Hilton a l'emissió del show televisiu The Simple Life. Michael Jackson era el seu padrí.
El 1996 Richie va retornar amb l'àlbum Louder Than Words i el 2001 amb Renaissance.
El 2004 l'àlbum Just for You, tot i una important promoció a la televisió i a la ràdio, només va arribar al número 47 en les llistes nord-americanes. El 12 de setembre de 2006 apareixia el seu vuitè àlgum Coming Home

## Discografia[Cal actualitzar]
- 1982 - Lionel Richie
- 1983 - Can't Slow Down
- 1986 - Dancing on the Ceiling
- 1992 - Back to Front (Recopilatori)
- 1996 - Louder Than Words
- 1997 - Truly: The Love Songs (Recopilatori)
- 1998 - Time
- 2001 - Renaissance
- 2002 - Encore (Live album)
- 2004 - Just for You
- 2006 - Coming Home
- 2007 - Live In Paris

### Singles número 1 als EUA
- 1981 «Endless Love» (amb Diana Ross) (9 setmanes)
- 1982 «Truly» (2 setmanes)
- 1983 «All Night Long (All Night)» (4 setmanese)
- 1984 «Hello» (2 setmanes)
- 1985 «Say You, Say Me» (4 setmanes)

## Filmografia
- Scott Joplin (1977) (amb The Commodores)
- Gràcies a Déu, ja és divendres (1978) (amb The Commodores)
- Madonna: Truth or Dare (1991) (documental)
- La dona del predicador (1996)
- Pària (1998)

## Guardons
Nominacions
- 2007: Grammy al millor àlbum de R&B